# Suzette Jordan
Suzette Jordan (1974 - 13 de março de 2015) foi uma ativista anti-estupro de Calcutá, na Índia.
Em 2013, ela revelou publicamente sua identidade como uma sobrevivente de estupro coletivo, a fim de protestar contra os contínuos estupros e assassinatos de mulheres, e para incentivar outros sobreviventes de falar. De acordo com a lei indiana, a identidade de um vítima de estupro não pode ser revelada sem a permissão do indivíduo. Quando Suzette originalmente relatou o crime, o ministro-chefe de Bengala Ocidental, Mamata Banerjee, a chamou de mentirosa e acusou-a de tentar constranger o governo, uma posição que provocou indignação nacional.
Até o dia em que Suzette renunciou seu direito ao anonimato, em Junho de 2013, o seu caso tinha sido apelidado de "Park Street Rape" (o estupro de Park Street) pela mídia indiana, nome dado devido a rua em que o ataque ocorreu, em Calcutá, em fevereiro de 2012.  
Quando Jordan finalmente revelou sua identidade como um sobrevivente de estupro, ela disse: 
| Suzette Jordan | Por que eu deveria esconder minha identidade quando a culpa não era minha? Por que eu deveria ter vergonha de algo que eu não comecei? Eu fui submetida a brutalidade, submetida ao estupro, fui submetida a tortura, e eu estou lutando e vou lutar. " | Suzette Jordan |
| — Suzette      | |                |

No momento da sua morte, três dos cinco homens acusados de estuprar Suzette dentro de um carro em movimento, tinham sido presos e estavam sendo julgados, embora eles negaram as acusações. Os dois restantes, incluindo o principal suspeito, ainda estavam foragidos.
Suzette tornou-se ativista dos direitos das mulheres e trabalhou brevemente como um conselheiro para uma linha de apoio às vítimas de violência sexual e doméstica. 

## Morte
Suzette morreu em 13 de março de 2015, aos 40 anos, de meningoencefalite. Ela deixa duas filhas.